# Колективна свест
Колективна свест/свесност или колективно свесно (фр. conscience collective, лат. collectivus conscientia) јест сет заједничких веровања, идеја и моралних становишта који постоји као уједињујућа сила унутар друштва. Термин је увео француски социолог Емил Диркем, у својој Подели рада у друштву из 1893. године.
Француска реч conscience (’консцијенција’) генерално значи „свест”/„свесност”, „знаност”, или „перцепција”. Критичари и преводиоци Диркема не слажу се око тога шта највише одговара [као значење], или да ли би превод требало да зависи од контекста. Неки преферирају употребу речи conscience као непреводиве стране речи или техничког термина, без нормалног значења (за енглески). Уопштено говорећи, не односи се специфично на моралну савест, него на заједничко (подељено) разумевање друштвених норми. Да би се избегле обмањујуће импликације енглеских речи conscience и collective, може да се преведе као „заједничко разумевање” или „[међусобно] подељена знаност/свесност”.
Што се тиче ’колективности’, Диркем појашњава да он не реифицира или хипостазира овај концепт; за њега је „колективна” једноставно у смислу тога да је заједничка за многе индивидуалце (уп. друштвена чињеница).

## У диркемовској друштвеној теорији
Диркем је користио термин у својим књигама Подела друштвеног рада (фр. De la division du travail social) из 1893, Правила социолошког метода (фр. Les Règles de la Méthode Sociologique) из 1895, Самоубиство (фр. Le suicide) из 1897. и Елементарни облици религијског живота (фр. Les formes élémentaires de la vie religieuse) из 1912. године. У Подели рада, Диркем је закључио да у традиционалним/примитивним друштвима (она заснована на клану, породици или племенским односима), тотемска религија игра важну улогу при уједињавању чланова — стварањем заједничке/колективне свести (conscience collective на оригиналном француском). У друштвима овог типа, ’садржај’ свести појединца је увелико заједнички, подељен са осталим члановима друштва — чиме настаје механичка солидарност преко узајамне сличности.
Тоталитет веровања и сентимената заједничких за просечне чланове друштва формира детерминантан систем са животом за себе. Термин који се може користити је колективна или креативна свесност.— Емил Диркем
У Суициду, Диркем је развио концепт аномије (фр. anomie), када би хтео да се односи на социјалне а не индивидуалне узроке самоубиства. Ово је повезано с концептом колективне свести/свесности, пошто када постоји мањак интеграције или солидарности у друштву стопа самоубистава ће бити виша.

## Остале употребе термина
Разни облици за стандардни термин „колективна свест” у модерним друштвима идентификују и други социолози — као што је Мери Келси, која иде од солидарности и мемова до екстремних понашања као што је групно размишљање, понашање гомиле или колективно подељено односно заједничко искуство током колективних ритуала и плесних забава. Мери Келси, предавачица социологије на Универзитету у Калифорнији (Беркли), користила је термин почетком 2000-их да би описала особе унутар социјалне групе (као што су мајке) које [особе] постају свесне заједничких особина и околности, као резултат деловања у заједници и постизања солидарности. Уместо што постоје као засебне индивидуе, људи се удружују као динамичне групе да би делили ресурсе и знање. Такође се развио начин описивања како заједница постаје уједињена да би делила сличне вредности. Термин за ово је „ум кошнице”, „групни ум”, „ум масе” и „социјални/друштвени ум”.
Према теорији, карактер колективне свести зависи од типа мнемоничког кодирања које важи за одређену групу (Цукалас, 2007). Посебан тип коришћеног ’енкодирања’ има предвидљив утицај на понашање групе и колективну идеологију. Неформалне групе, које се састају ретко и спонтано, имају тенденцију да одражавају значајне аспекте своје заједнице као епизодна сећања. Ово обично води јакој друштвеној кохезији (уједињавању) и солидарности (узајамном потпомагању), индулгентној (попустљивој) атмосфери, ексклузивном (искључивом) етосу и рестрикцији (забрани) друштвених мрежа. Формалне групе, које имају заказане и анонимне састанке, имају тенденцију да одражавају значајне аспекте своје заједнице као семантичка сећања која углавном воде слабој друштвеној кохезији и солидарности, умеренијој атмосфери, инклузивном (укључивом) етосу и експанзији (ширењу) друштвених мрежа.
Друштво чине разне колективне групе, као што је породица, заједница, организација, регион, нација итд., које како Бернс и Егдал кажу „могу да се сматрају као такве да поседују агенцијалне способности: да размишљају, просуђују, одлучују, делују, реформишу; да концептуализују себе и остале као и сопствене акције и интеракције; те да рефлектују”. Бернс и Егдал примећују да су се током Другог светског рата различите нације понашале различито према својим популацијама Јевреја. Јеврејске популације из Бугарске и Данске су преживеле, док већина јеврејске популације у Словачкој и Мађарској није преживела Холокауст. Сугерише се да ова различита национална понашања варирају према колективној свести између нација (што је можда повезано и са општом ’уређеношћу’ држава, и/или са добротом становника сваке). Ово илуструје да разлике у колективној свести имају практични значај.
Едманс, Гарсија и Норлија су испитали поразе националних репрезентација у спорту и повезали их са смањењем у вредности берзи. Испитали су 1.162 фудбалска меча у 39 земаља и открили да су вредности берзи тих земаља падале просечно 49 поена након што су нације бивале елиминисане са Светског првенства у фудбалу, те 31 поен након што су елиминисане на другим турнирима. Едманс, Гарсија и Норли су открили сличне али мање ефекте на међународним утакмицама крикета, рагбија, хокеја на леду и кошарке.